# アンディ・マクダウェル
アンディ・マクダウェル（Andie MacDowell, 1958年4月21日 - ）は、アメリカ合衆国サウス・カロライナ州ギャフニー出身の女優。

## 略歴
サウス・カロライナ州ギャフニー生まれ。1980年代はモデルとして「ヴォーグ」に登場したり、イヴ・サンローランやアルマーニ・パフュームのキャンペーンに起用されるなどして活躍する。
1984年、映画『グレイストーク -類人猿の王者- ターザンの伝説』に出演するも、自身の南部訛りのせいで台詞の部分がグレン・クローズに吹き替えられてしまう。翌年『セント・エルモス・ファイアー』に端役で出演するが、その後はアクターズ・スタジオで演技を学び、4年後にスティーヴン・ソダーバーグ監督の『セックスと嘘とビデオテープ』に出演して高い評価を得た。

## 私生活
1986年、モデルのポール・クアリーと結婚し、レイニーとマーガレットの三児をもうけるが1999年に離婚した。
その後、2001年に実業家のレット・ハーツォグと結婚するも、2004年に離婚した。

## 主な出演作品
- グレイストーク -類人猿の王者- ターザンの伝説 Greystoke: The Legend of Tarzan, Lord of the Apes  (1984)（演技のみ）
- セント・エルモス・ファイアー St. Elmo's Fire (1985)
- セックスと嘘とビデオテープ Sex, Lies, and Videotape  (1989)
- グリーン・カード Green Card （1990）
- ハドソン・ホーク Hudson Hawk （1991）
- 幸福の選択 The Object of Beauty  (1991)
- ザ・プレイヤー The Player (1992)
- ルビー・カイロ Deception (1993)
- 恋はデジャ・ブ Groundhog Day (1993)
- ショート・カッツ Short Cuts (1993)
- フォー・ウェディング Four Weddings and A Funeral (1994)
- バッド・ガールズ Bad Girls (1994)
- マイケル Michael (1996)
- クローンズ Multiplicity (1996)
- エンド・オブ・バイオレンス The End of Violence (1997)
- ハリウッド・ミューズ The Muse (1999)
- マップ・オブ・ザ・ワールド A Map of the World (1999)
- ゴンゾ宇宙に帰る Muppets From Space (1999)
- 戦場のジャーナリスト Harrison's Flowers (2000)
- フォルテ Town & Country (2001)
- 恋するモンテカルロ Monte Carlo (2011)
- フットルース 夢に向かって Footloose (2011)
- オンリー・ザ・ブレイブ Only the Brave (2017)
- ラストツアー The Last Laugh (2019)
- レディ・オア・ノット Ready or Not (2019)

## 参照
1. ↑  “... And Some Call for a Voice”. The New York Times. (1992年) 2011年11月7日閲覧。 {{cite news}}: 名無し引数「cite web」は無視されます。 (説明)⚠
2. 1 2  “Andie MacDowell and Husband to Divorce”. PEOPLE.com (2004年10月6日). 2016年7月28日閲覧。

## 関連文献
- E!Online 1999 article and interview